# Fall (Better Call Saul)
"Fall" es el noveno y penúltimo episodio de la tercera temporada de la serie de televisión de AMC Better Call Saul, la serie derivada de Breaking Bad. El episodio, escrito por Gordon Smith y dirigido por Minkie Spiro, se emitió el 12 de junio de 2017 en AMC en los Estados Unidos. Fuera de los Estados Unidos, el episodio se estrenó en el servicio de transmisión Netflix en varios países.

## Trama
Jimmy descubre a través de Irene, su antigua cliente legal mayor que representa a su residencia en la demanda contra Sandpiper Crossing, que la compañía ha ofrecido un acuerdo que, de ser aceptado, dará como resultado que por su participación en el caso, Jimmy recibirá $1.16 millones de dólares. Irene se ha negado a aceptar porque los abogados le han recomendado que espere ya que pueden hacer que Sandpiper ofrezca más. Jimmy intenta persuadir a Howard para que acepte, pero él se niega.
Howard y Chuck se reúnen con sus agentes de seguros de mala praxis. Con base en la información provista por Jimmy, los agentes les informan que, debido a la hipersensibilidad electromagnética de Chuck, este deberá ser supervisado por otro abogado en todo momento o HHM enfrentará un aumento sustancial de la prima. Chuck quiere pelear con la compañía de seguros, pero Howard no está de acuerdo y le advierte que lo obligará a retirarse porque ya no se puede confiar en su juicio. Producto de esto, Chuck decide demandar a HHM por $8 millones, el valor de su participación en la sociedad.
Tras reunirse con Gus, Mike se convierte en un experto en seguridad contratado por Madrigal, una transacción en papel diseñada para lavar su dinero robado al hacer que le dé su efectivo a Lydia y luego reciba tarifas mensuales de consultoría. Kim contrata a Gatwood Oil como segundo cliente para cubrir los gastos de oficina en caso de que Jimmy no pueda pagar su mitad mientras su licencia de abogado está suspendida. Nacho admite a su padre Manuel que está trabajando para Héctor y le ruega que siga las órdenes de Héctor de usar su tapicería. Manuel se niega y le ordena a Nacho que salga de su casa.
Jimmy recurre a una serie de trucos de manipulación psicológica y social para poner a las amigas de Irene en su contra, de modo que crea que rechazar el acuerdo de Sandpiper va en contra de los intereses de sus compañeras clientes. Tras recibir el rechazo y humillación en un juego de Bingo, ella decide aceptar el acuerdo, lo que significa que Jimmy recibirá la parte que tanto necesita. Regresa a su oficina para darle a Kim las buenas noticias, pero ella está demasiado ocupada preparándose para una reunión importante con Gatwood Oil y se va a toda prisa. Debido a la fatiga por el exceso de trabajo, Kim se queda dormida al volante y choca su auto contra una roca.

## Recepción

### Audiencias
Al momento de su emisión, el episodio recibió 1,47 millones de espectadores estadounidenses y una calificación de 0,5 en adultos de 18 a 49 años.

### Recepción de la crítica
El episodio recibió elogios de la crítica. Tiene una calificación del 100% en Rotten Tomatoes según 12 reseñas con una puntuación promedio de 8.71/10, indicando que "Fall trae semanas de tensión a un punto crítico con un episodio fundamental que establece poderosamente el final de la temporada mientras insinúa el dirección futura de la serie". Terri Schwartz de IGN otorgó una calificación de 9.0 y escribió que: "Con todo desmoronándose en el penúltimo episodio de la temporada 3, Better Call Saul entregó un excelente episodio en Fall".